# Solenopsis conjurata
Solenopsis conjurata é uma espécie de formiga do gênero Solenopsis, pertencente à subfamília Myrmicinae.